# The Corsican Brothers (film fra 1920)
The Corsican Brothers er en amerikansk stumfilm fra 1920 af Colin Campbell.

## Medvirkende
- Dustin Farnum som Louis de Franchi / Fabiel de Franchi
- Winifred Kingston som Emile de Lesparre
- Wedgwood Nowell som Chateau Renaud
- Will Machin som Le Baron Montigiron
- Ogden Crane som Gaeno Orlando
- Fanny Midgley som Savilia Dei Franchi
- Andrew Robson som de Lesparre